# Daryl McCormack
Daryl McCormack (né le 22 janvier 1993) est un acteur irlandais. Il est apparu dans le feuilleton Fair City (2015-2016) de la RTÉ One, la série de la BBC Peaky Blinders (2019-2022) et la série d'Apple TV Bad Sisters (2022). Sa filmographie inclut Pixie (2020) et Mes rendez-vous avec Leo (2022). Sa performance en tant que travailleur du sexe dans ce dernier lui a valu une nomination pour le prix BAFTA du meilleur acteur dans un rôle principal.

## Biographie

### Enfance et formation
McCormack est né le 22 janvier 1993 de Theresa McCormack, sa mère, irlandaise, et d'Alfred Thomas, son père, afro-américain de Baltimore. Ses parents se sont rencontrés un été en Californie. Sa mère est rentrée en Irlande après être tombée enceinte et a élevé McCormack à Nenagh, dans le comté de Tipperary. Il entretient de bonnes relations avec ses parents du côté paternel et notamment son grand-père paternel, Percy Thomas qui possède une compagnie de théâtre et qui a comblé l'absence de son père.
McCormack a fréquenté le CBS de St. Joseph. Il a joué au basket et a participé à la Choral Society,. Il a ensuite étudié à l'Institut de technologie de Dublin et à la Gaiety School of Acting, obtenant un baccalauréat ès arts en art dramatique en 2014,,,.

### Carrière
McCormack a fait ses débuts dans le West End Theatre de Londres en 2018 dans le rôle de Brendan dans The Lieutenant of Inishmore. Il a joué Roméo dans Roméo et Juliette et le rôle-titre dans Othello. Au début de sa carrière, il a failli être casté dans Star Wars : Le Réveil de la Force,,.
Il a été choisi pour le rôle de Isaiah Jesus dans la cinquième saison de Peaky Blinders en 2019,,.
Il joue le rôle d'un travailleur du sexe sensible, face à Emma Thompson, dans le film de 2022 de Sophie Hyde, Mes rendez-vous avec Leo,,.

## Filmographie

### Cinéma
- 2016 : The Randomer de Naji Bechara, Cici Clancy et Iseult Imbert : Ray
- 2017 : Neon (court-métrage) de Rioghnach Ni Ghrioghair : Jason
- 2018 : Inner Child (court-métrage) de Gary Duggan : Finn
- 2018 : Lady Black Eyes (court-métrage) de Niamh Heery : Devon
- 2019 : How to Fake a War de Rudolph Herzog : Matt
- 2019 : A Good Woman d'Abner Pastoll : PC Reeves
- 2020 : Pixie de Barnaby Thompson : Harland McKenna
- 2022 : Mes rendez-vous avec Leo (Good Luck to You, Leo Grande) de Sophie Hyde : Leo Grande
- 2023 : The Lesson d'Alice Troughton : Liam Somers
- 2024 : Twisters de Lee Isaac Chung : Jeb
- 2025 : Anniversary de Jan Komasa
- 2025 : Wake Up Dead Man: A Knives Out Mystery de Rian Johnson : Cy Draven[17]

### Télévision
- 2015-2016 : Fair City (36 épisodes) : Pierce Devlin
- 2016 : Dawn (téléfilm) de Robert Stromberg : Ukkanaak
- 2017 : Vikings (série télévisée), saison 5, épisode 5 Le Prisonnier : un jeune homme
- 2018 : Immortality (mini-série télévisée) de Nicholas Parish : Pio
- 2018 : A Very English Scandal (mini-série télévisée) de Stephen Frears, 1 épisode : Luke Mackenzie
- 2019 : Cleaning Up (série télévisée), épisode 5 : Ryan
- 2019-2022 : Peaky Blinders (série télévisée), 11 épisodes : Isaiah Jesus
- 2021-2025 : La Roue du temps (The Wheel of Time) (série télévisée), 4 épisodes : Aram
- 2021 : I Am... (série télévisée), saison 2, épisode 3 I Am Maria : David
- 2022-2024 : Bad Sisters (série télévisée), 14 épisodes : Matthew Claflin
- 2023 : The Woman In The Wall (mini-série télévisée), 6 épisodes : Détective Colman Akande

### Clips vidéo
- 2018 : Half a Life de Roisin El Cherif, réalisé par Roisin El Cherif et Mike Hayes

### Théâtre
- 2014 : Les Raisins de la colère (The Grapes of Wrath) de John Steinbeck, mise en scène Mark Lambert, Project Arts Centre, Dublin : Casey
- 2015 : Roméo et Juliette (Romeo and Juliet) de Shakespeare, mise en scène Wayne Jordan, Gate Theatre, Dublin : Roméo Montaigu
- 2015 : Othello de Shakespeare, Theatre Royal Waterford, Waterford : Othello
- 2015 : Enjoy de Toshiki Okada, mise en scène Zoe Ni Riordain, Project Arts Centre, Dublin
- 2017 : A Whisper Anywhere Else de Jimmy Murphy, mise en scène de l'auteur, Peacock Stage, Abbey Theatre, Dublin : Garda
- 2017 : The Mouth of a Shark d'Oonagh Murphy, mise en scène de l'auteur, The Complex, Dublin
- 2018 : The Lieutenant of Inishmore de Martin McDonagh, mise en scène Michael Grandage, Noël Coward Theatre, Londres : Brendan
- 2019 : Citysong de Carys D. Coburn, mise en scène Caitriona McLaughlin, Abbey Theatre, Dublin

## Distinctions

### Récompenses
- Festival de Cannes 2023 : Trophée Chopard de la révélation masculine[18]

### Nominations
- British Independent Film Awards 2022 : Meilleure performance conjointe pour Mes rendez-vous avec Leo[19]
- Online Association of Female Film Critics 2022 : Meilleure révélation pour Mes rendez-vous avec Leo[20]
- Women Film Critics Circle 2022 : Meilleur couple à l'écran pour Mes rendez-vous avec Leo[21]
- Baftas 2023 : Meilleur acteur[22] et Meilleur espoir pour Mes rendez-vous avec Leo[23]
- Black Reel Awards 2023 : Meilleur performance masculine pour Mes rendez-vous avec Leo[24]